# Carex bermudiana
Carex bermudiana är en halvgräsart som beskrevs av William Botting Hemsley. Carex bermudiana ingår i släktet starrar, och familjen halvgräs.
Artens utbredningsområde är Bermuda. Inga underarter finns listade i Catalogue of Life.